# 門赫巴廷·烏蘭采采格
門赫巴廷·烏蘭采采格（1990年3月14日—），蒙古国柔道運動員，代表蒙古隊參加日本舉行的2020年夏季奧林匹克運動會，並獲女子48公斤級比賽銅牌。